# Akköy, Didim
Akköy là một xã thuộc huyện Didim, tỉnh Aydın, Thổ Nhĩ Kỳ. Dân số thời điểm năm 2010 là 1.069 người.